# 甲突川五石橋

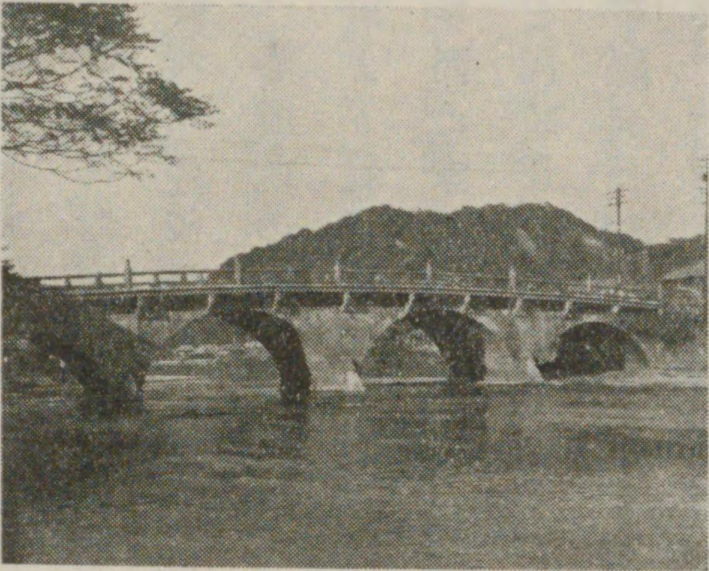
甲突川に架かる石橋時代の西田橋（1943年撮影）

甲突川五石橋（こうつきがわごせっきょう）は、鹿児島県鹿児島市を流れる甲突川にかつて架かっていた石橋群。上流から玉江橋、新上橋、西田橋、高麗橋、武之橋の順。1993年（平成5年）8月6日の鹿児島大水害により5石橋のうち新上橋と武之橋の2橋が流失し、玉江橋、西田橋、高麗橋の3橋が浜町の石橋記念公園に移設保存されている。

## 解説

甲突川五石橋の現存時の位置図。×印は8.6水害で崩落・流失した石橋。また×印がない橋は石橋記念公園に移設保存されている。

### 玉江橋
玉江橋（たまえばし）は、小野一丁目・永吉二丁目と下伊敷一丁目を結ぶ橋。1849年（嘉永2年）架設。4連アーチ橋。橋名は建設された当時の藩主であった島津斉興の衣類等につけられた「玉の印」に由来するという説と、この付近には湿田が多く所在していたことから、雨が降るたびに入り江の様に水がたまることに由来するという説がある。近隣の鹿児島市立玉江小学校はこの名にちなむ。水害に伴う河川改修により石橋記念公園へ移設、保存されている。

### 新上橋
新上橋（しんかんばし）は、鷹師二丁目と新照院町を結ぶ橋。1845年（弘化2年）架設。4連アーチ橋。アーチ径間は中央2つが10.8m、両側が9.5mであった。1993年（平成5年）の鹿児島大水害（8･6水害）にて流失。

### 西田橋
西田橋（にしだばし）は、西田一丁目と平之町・西千石町を結ぶ橋。1846年（弘化3年）架設。4連アーチ橋で全長50mであった。眼鏡橋とも呼ばれた。1953年（昭和28年）に鹿児島県の有形文化財に指定された。鹿児島県道24号鹿児島東市来線の路線上に存在した。

### 高麗橋
高麗橋（こうらいばし）は、高麗町と加治屋町を結ぶ橋。1847年（弘化4年）架設。4連アーチ橋。アーチ径間は中央2つが12.8m、両端2つが11.2mであった。水害に伴う河川改修により石橋記念公園へ移設、保存されている。

### 武之橋
武之橋（たけのはし）は、下荒田一丁目と新屋敷町を結ぶ橋。1848年（嘉永元年）架設。5連アーチ橋。甲突川に架かる橋としては最長となる71mであった。鹿児島県道20号鹿児島加世田線の路線上に存在していた。1993年（平成5年）の鹿児島大水害（8･6水害）にて流失。

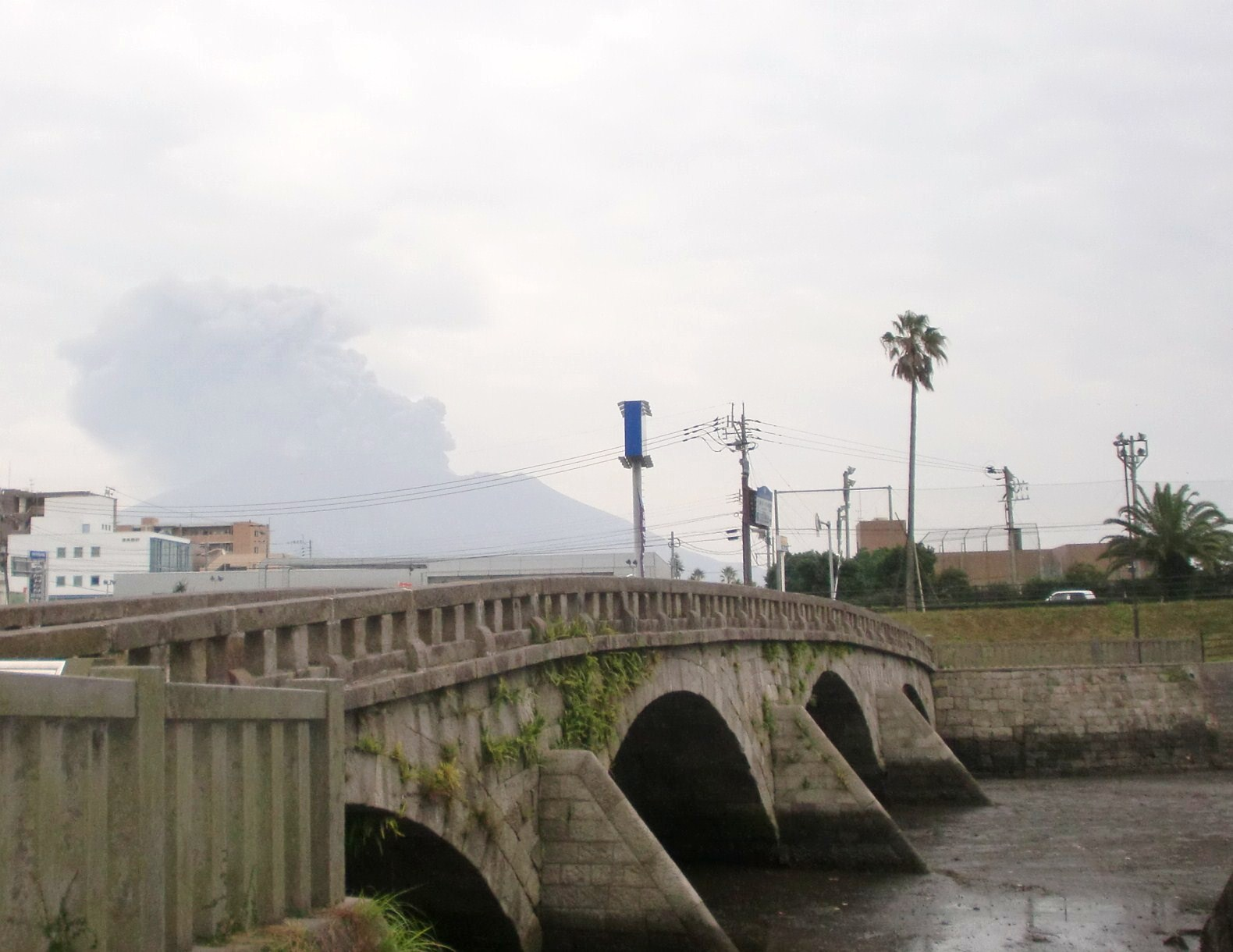
石橋記念公園に保存されている玉江橋
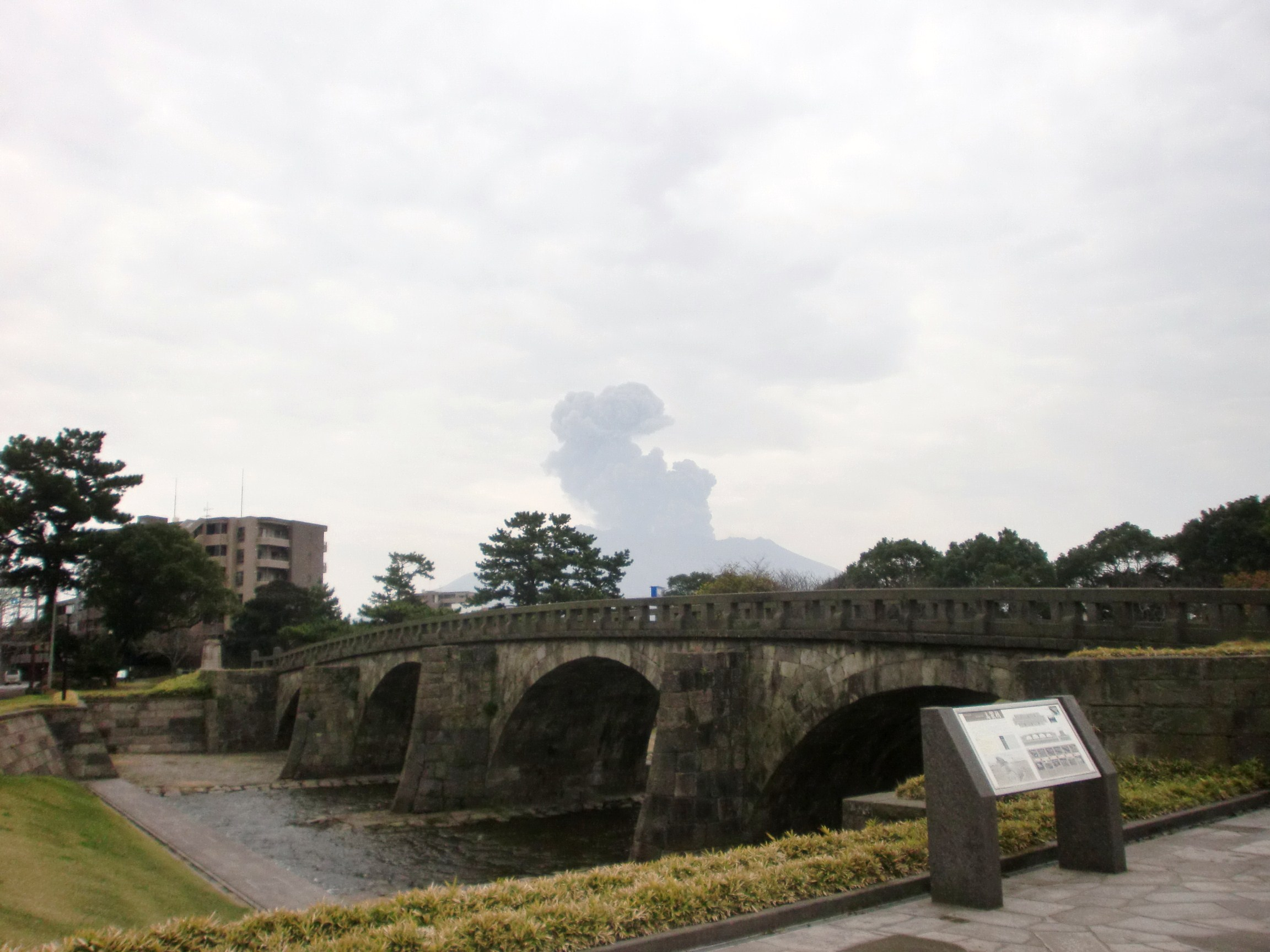
石橋記念公園に保存されている高麗橋
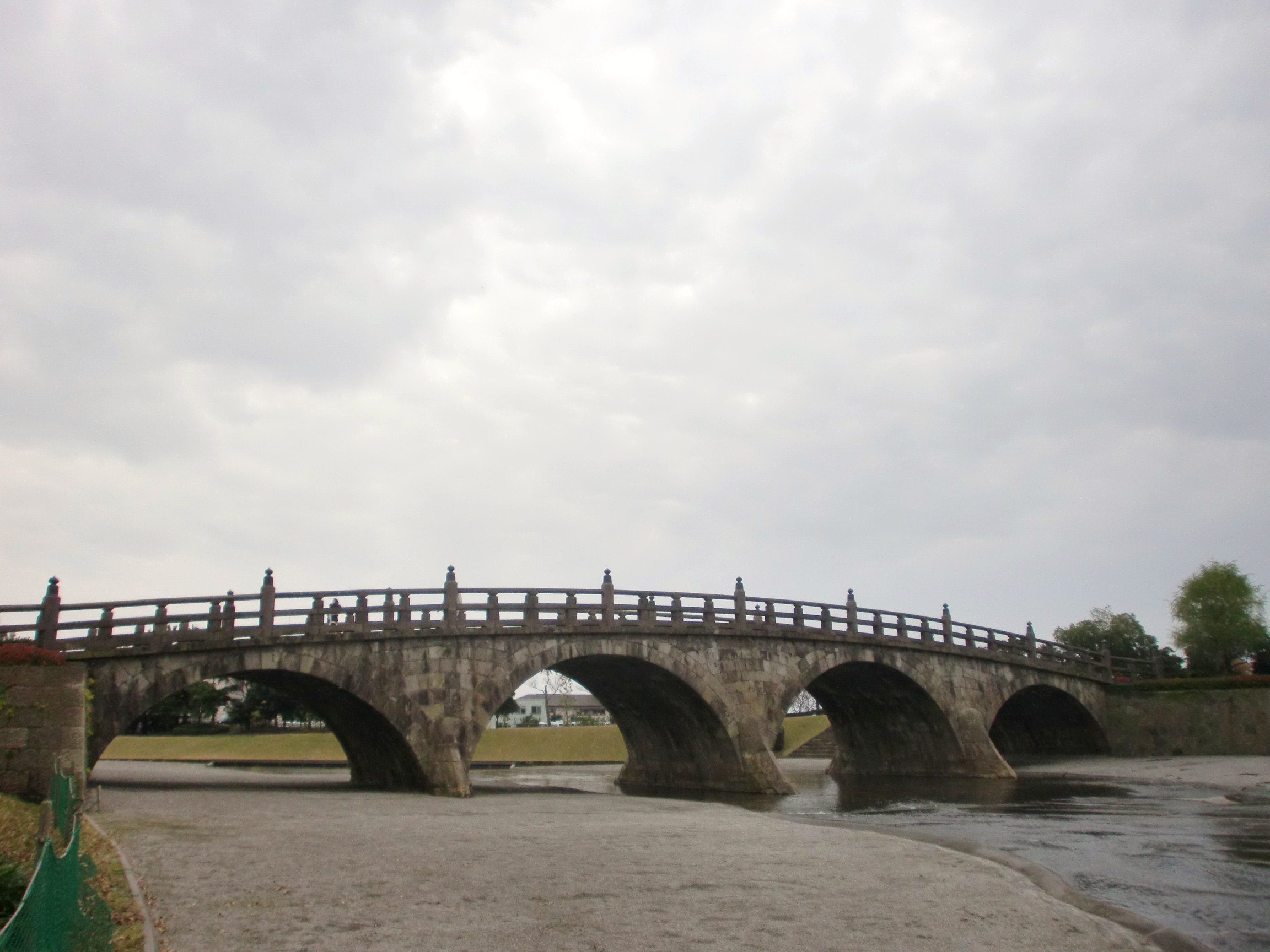
石橋記念公園に保存されている西田橋

## 歴史
江戸時代末期に天保改革を担当した家老・調所広郷が肥後国の石工・岩永三五郎を招いて造った石橋群（鹿児島市教育委員会設置の西田橋説明プレートより）。以来現役の橋として利用され、また貴重な文化遺産として親しまれてきた。
しかし、1993年（平成5年）8月6日の鹿児島大水害（8･6水害）によって新上橋と武之橋が流失してしまう。その後、賛否両論あったが、結局残りの3橋を移設することに決定。現在、2000年（平成12年）に開園した石橋記念公園に、玉江橋、西田橋、高麗橋が移設保存されている。他の2橋（新上橋及び武之橋）は復元の予定はない。
上記2橋は崩壊流失しているため、石材が必要量残っていなかった。そのため、回収された石材は記念公園の周辺整備に使用された。

## 参考資料
- 『角川日本地名大辞典 46 鹿児島県』角川書店、1983年3月8日。ISBN 404001460X。